# Diego José Mateos
Diego José Mateos Molina (Lorca, 21 de enero de 1975) es un político español. Ejerció como alcalde en Lorca desde 2019 a 2023.

## Biografía
Diego José Mateos, casado y con dos hijos, estudió Gestión y Administración Pública en la Universidad de Murcia. Es licenciado en Ciencias Políticas y de la Administración por la Universidad Autónoma de Madrid. Desde el año 2003 es funcionario de la Administración Local con habilitación de carácter nacional. Fue Secretario-Interventor en los ayuntamientos de Campos del Río, Vélez-Rubio y Partaloa. Actualmente es Secretario General en el Ayuntamiento de Águilas en excedencia.
Fue concejal del Ayuntamiento de Lorca por el PSOE desde abril de 2010, tras la renuncia del concejal Ginés Díaz. Mateos lo relevaría hasta las elecciones municipales de 2011 donde se presentó como número 4 en la lista del PSOE, resultando elegido, aunque renunciaría a su acta de concejal. En 2015 volvería a presentarse a las elecciones ya como candidato a la alcaldía por el partido socialista perdiendo los comicios frente al entonces regidor Francisco Jódar que consiguió mantener la mayoría absoluta por un solo voto. En las elecciones de 2019 repitió como candidato a la alcaldía perdiendo contra el PP en votos pero empatando en número de concejales (10). Esto obligó a ambos partidos a negociar con el resto de las formaciones que habían obtenido representación, siendo Diego José Mateos finalmente elegido alcalde con el apoyo de Ciudadanos e Izquierda Unida-Verdes.
En su labor como alcalde ha trabajado en la recuperación de la ciudad tras el terremoto de 2011 y en la gestión de la pandemia de COVID-19. Bajo su gobierno también se ha impulsado la polémica modificación del Plan General Municipal de Ordenación para establecer límites entre las granjas porcinas y el núcleo urbano de la ciudad y pedanías.
Tras las elecciones de 2023 Diego José Mateos perdió el cargo de alcalde frente a Fulgencio Gil, quien recuperó la alcaldía, pasando Mateos a liderar la oposición.
El 2 de abril de 2025 anunció que dejaba la política, renunciando a su acta de concejal en el Ayuntamiento. La renuncia se formalizó en un pleno extraordinario celebrado dos días después.